# Động đất Suva 1953
Động đất Suva 1953 là trận động đất xảy ra vào lúc 12:26:34 (FJT), ngày 14 tháng 9 năm 1953. Trận động đất có cường độ 6.8 hoặc 6.4 richter, tâm chấn độ sâu khoảng 10 km. Hậu quả trận động đất đã làm 8 người thiệt mạng.